# Pierre-Louis-François Joyeux
Pierre Louis François Joyeux est un religieux et homme politique français né et décédé à une date inconnue.
Curé de la paroisse de Saint-Jean-Baptiste de Châtellerault, il est député du clergé aux États généraux de 1789, pour la sénéchaussée de Châtellerault. Refusant de prêter le serment, il est emprisonné sous le Directoire.

## Sources
- « Pierre-Louis-François Joyeux », dans Adolphe Robert et Gaston Cougny, Dictionnaire des parlementaires français, Edgar Bourloton, 1889-1891 [détail de l’édition]